# Félix Vallotton

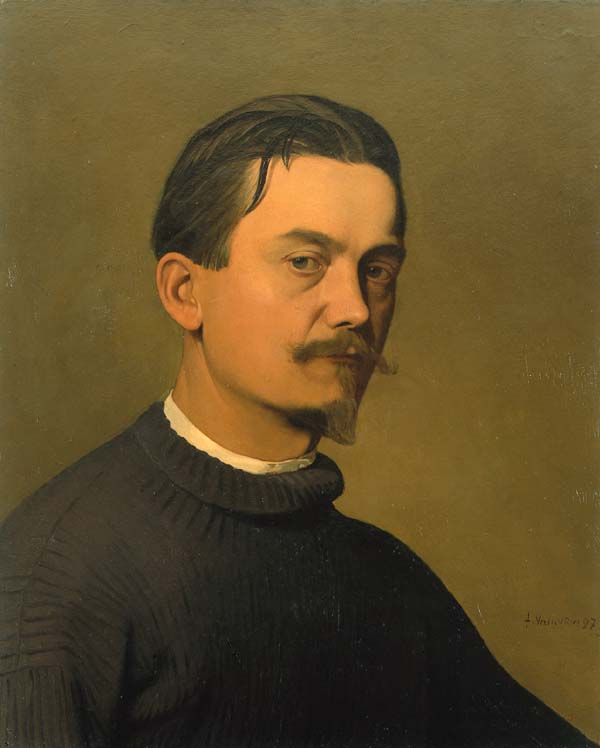
Zelfportret, 1897, Musée d'Orsay, Parijs

 Félix Édouard Vallotton (Lausanne, 28 december 1865 – Neuilly-sur-Seine, 29 december 1925) was een van oorsprong Zwitsers kunstschilder. In 1900 liet hij zich tot Frans staatsburger naturaliseren.

## Leven en werk
Félix Vallotton werd in 1865 in Lausanne geboren. Het talent van Vallotton viel zijn leraren in Lausanne op; zij adviseerden zijn ouders om Félix in Parijs te laten studeren. In 1882 schreef Vallotton zich in voor de Académie Julian. In de eerste tijd legde hij zich met name toe op het portretschilderen. Vanaf 1889 was Hélène Châtenay zijn levenspartner. Vallotton was een gedreven kunstenaar. Hij schreef kunstkritieken, essays, toneelstukken en ook drie romans. Hij heeft een tijdje met beeldhouwen gespeeld, maar het bekendste zijn toch wel zijn drukwerk en schilderijen.
In 1890, na een tentoonstelling van Japans drukwerk gezien te hebben op de École des Beaux Arts, begon Vallotton aan een eigen collectie van drukwerk te werken. De eenvoud en de directheid van de Japanse kunst hebben zijn werk beïnvloed. Hij maakte veel gebruik van de druktechnieken; hij speelde met de extreme zwart-wit tegenstellingen van het houtdrukwerk.
Met een artikel in het tijdschrift Art et l'Idée werd de aandacht op het werk van Vallotton gevestigd. Hij werd bekend als illustrator en houtgraveur en zou nog aan vele tijdschriften en ander publicaties meewerken (bijvoorbeeld de tijdschriften La Revue Blanche in Parijs, Pan in Berlijn en The Chap-Book in Chicago, maar ook de illustraties in boeken van Jules Renard). Vallotton was degene die de techniek van de houtgravure opnieuw leven ingeblazen heeft. Hij zou vele jaren met deze techniek blijven werken; een groot deel van zijn inkomsten kwam van zijn gravures.
Door zijn vriendschap met Édouard Vuillard, Pierre Bonnard en Maurice Denis kwam Vallotton welhaast vanzelfsprekend ook in de jonge kunstenaarsgroep Les Nabis terecht. Aan de eerste tentoonstelling van de Nabis werkte Vallotton mee. Met de uitwerking van de serie Intimités was hij op de top van zijn artistieke loopbaan aangekomen.
In 1899 trouwde Vallotton met Gabrielle Rodrigues-Henriques, de dochter van de Parijse kunsthandelaar Alexandre Bernheim, een weduwe met drie kinderen. Met dit huwelijk was hij voortaan van zijn financiële problemen verlost en kon hij zich helemaal aan de schilderkunst wijden. Direct vanaf de eerste editie nam Vallotton deel aan de Parijse Herfstsalon, en jarenlang zou hij zijn bijdragen aan de Salon leveren. Ook leverde Vallotton bijdragen aan vele andere internationale tentoonstellingen.
In 1903 werden tien van zijn werken getoond op de Secession in Wenen, waar ze sterk opvielen. Dit werd hem ook medegedeeld in een brief ondertekend door Gustav Klimt en Ferdinand Hodler. Vijf jaar later ontmoette Vallotton Arthur Hahnloser en diens vrouw Hedy, die hem in het vervolg steeds bleven steunen en ervoor zorgden dat zijn werk in het Duitstalige deel van Zwitserland bekend werd. Vallotton zou nog meermalen naar Winterthur terugkeren. In 1913 was Vallotton voor langere tijd op reis, naar Italië, naar Rusland, maar ook terug naar Lausanne, waar hij exposeerde in de galerie van zijn broer.
In 1917 bracht Vallotton een bezoek aan Verdun in oorlogstijd, iets wat hem zwaar gevallen is, en wat nog lang in zijn werken door zou klinken. Na de oorlog ondernam hij nog vele reizen door heel Frankrijk, wat terug te vinden is in de vele schilderingen van de landschappen van de streken waar hij op bezoek was.
Vallotton was een man van tegenstellingen. Hij was een verleider en een onuitstaanbaar chagrijn. Hij was gepassioneerd en gevoelig maar ook bedachtzaam. Hij was een mens van zijn tijd, succesvol kunstenaar, gevierd door zijn leerlingen, bereisd en bekend met de gehele artistieke elite. Maar hij cultiveerde ook de voor die tijd karakteristieke melancholie. Die melancholie en die zwarte kijk sublimeerde hij in zijn kunst, waardoor deze verheven werd boven het gemiddelde.
In 1925 overleed Vallotton voortijdig na een fout verlopen chirurgische ingreep aan een geconstateerd kankergezwel. Hij werd begraven op het kerkhof van Montparnasse in Parijs.

## Galerij

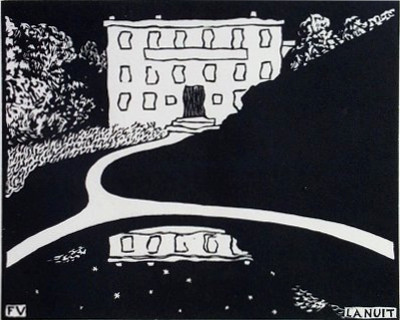
La Nuit, 1895
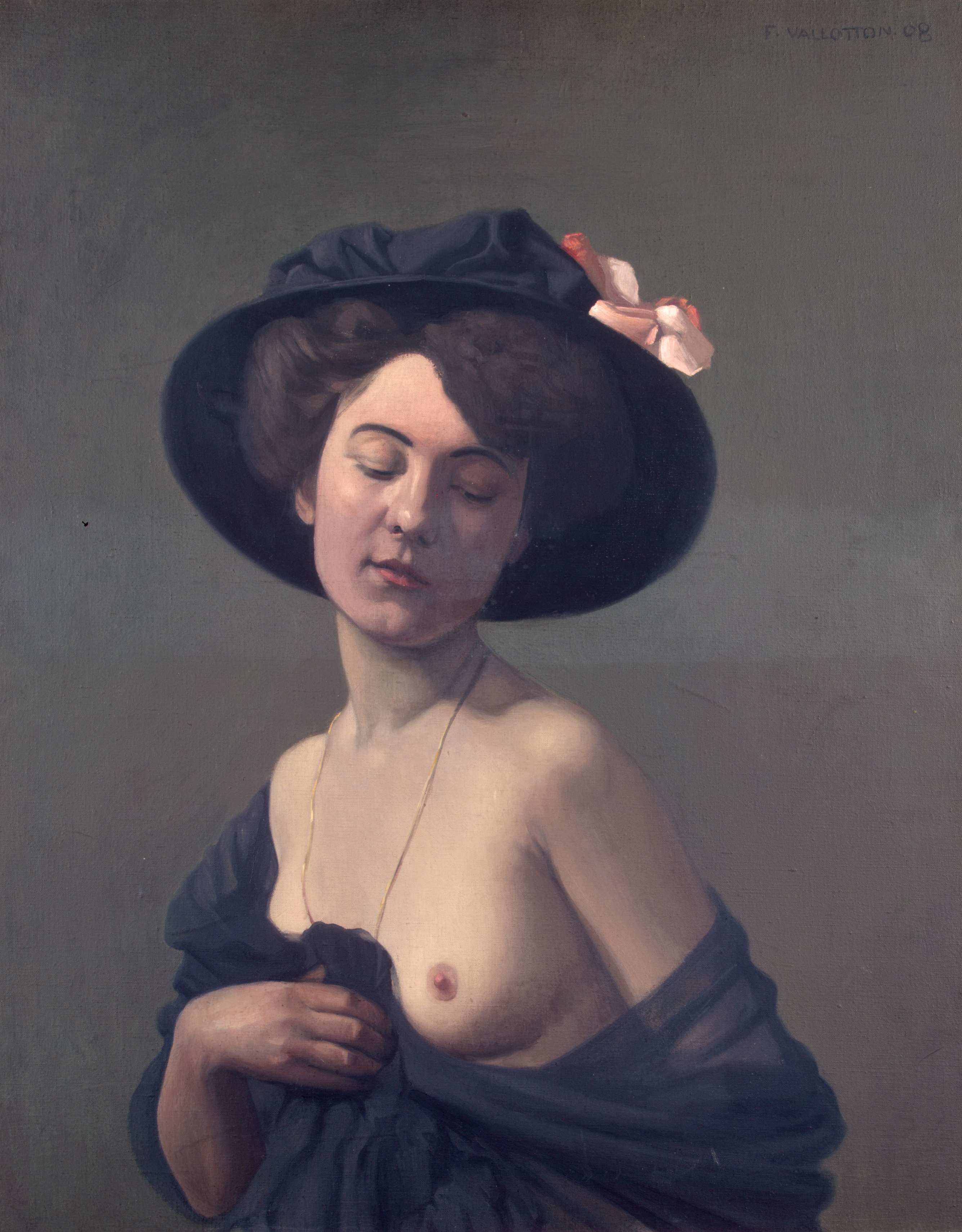
Vrouw met zwarte hoed, 1908, Hermitage, Sint-Petersburg
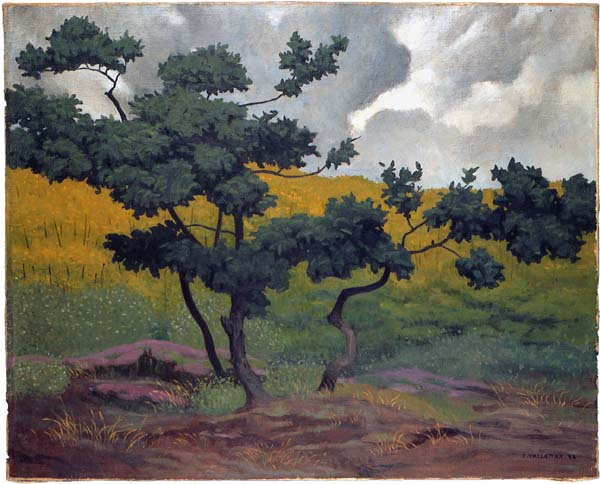
Paysage composé, sous-bois, 1918